# Centris satana
Centris satana är en biart som beskrevs av Roy R. Snelling 1984. Centris satana ingår i släktet Centris och familjen långtungebin. Inga underarter finns listade.